# Laino Castello
Laino Castello är en ort och kommun i provinsen Cosenza i regionen Kalabrien i Italien. Kommunen hade 811 invånare (2018).